# 神戸川 (島根県)
神戸川（かんどがわ）は、島根県中部の飯南町から出雲市までを南北に流れる河川。斐伊川放水路の河川指定に伴い2006年8月1日より全域が斐伊川水系に編入された。

## 地理
女亀山に源を発し中国山地を北流。来島ダム（来島湖）で頓原川が流入する。その下流で波多川を合わせ、立久恵峡を形成。出雲平野（出雲市街）を潤し、出雲市西園町から日本海に注ぐ。来島ダムのあたりまでは国道54号に、そこから古志大橋付近までは国道184号に沿い、その直後付近から大きく西北西に流れを取る。河口に至るまで国道9号と国道431号とが交差する。

## 歴史
『出雲国風土記』には神門川（かむどのがわ）という名で記されており、神門水海（かむどのみずうみ。今の神西湖）に流入していた。当時は斐伊川も神門水海に流入しており、土砂の堆積によりたびたび洪水が起こり、流れが変わった。
寛永十一年（1635年）と十二年（1636年）の洪水を契機に人工的な流路変更（川違え）が実施され、斐伊川は宍道湖へと東流するよう固定された。元禄年間までには築堤も完成し、神戸川の現在の流れが確定した。
1972年の集中豪雨では約1300戸が浸水。堤防が決壊寸前となり、1976年に神戸川水系工事実施基本計画が策定され、斐伊川とともに一体的に治水対策がされることとなった。その後、この基本計画は2002年に河川整備基本方針に受け継がれた。
2006年7月には3名が死亡し、約170戸が浸水する洪水が発生している。
2011年に志津見ダムが完成した。

## 流域の自治体
島根県
飯石郡飯南町、出雲市

## 主な利水施設
- 来島ダム（来島湖、島根県飯石郡飯南町下来島）

## 主な橋梁
- くにびき海岸大橋
- 新崎屋橋
- 妙見橋 - 県道279号線
- 境橋 - 国道431号線
- 神戸橋 - 国道9号線
- 神戸堰橋
- （山陰本線）
- 古志大橋 - 県道277号線
- 馬木新大橋
- 馬木吊橋
- 馬木大橋
- （山陰自動車道）
- 知谷大橋
- 木村橋
- 谷合橋
- 不老橋
- 浮嵐橋
- 酔湯橋
- 乙立橋 - 県道162号線
- 上乙立橋 - 国道184号線
- 向名橋
- 向名大橋 - 国道184号線
- 明谷橋 - 国道184号線
- 呑水橋 - 国道184号線
- 高貝橋 - 国道184号線
- 佐田大橋 - 国道184号線
- 馬垣橋
- 川北大橋
- 八幡原橋 - 県道39号線
- 伊倉橋
- 栗原大橋
- 滝尻橋
- 仁江橋 - 県道280号線
- 中電窪田橋
- 豊田橋
- 小池橋
- 田ノ土大橋
- 沖原橋
- 日之出橋 - 国道184号線
- 野木橋 - 国道184号線
- 馬渡橋
- 宮の部橋 - 国道184号線
- 横見橋 - 国道184号線
- 柳瀬橋 - 国道184号線
- （志津見ダム）
- 貝谷大橋 - 国道184号線
- 志津見大橋 - 県道40号線
- 志津見橋
- 上が原大橋 - 国道184号線
- 鳥越原大橋 - 国道184号線
- 大谷大橋
- 竜神橋
- 船津橋
- 東橋
- 与一原橋
- 大立上橋
- 丸山下橋
- （来島ダム）